# Doddamulagudu, Tirumakudal Narsipur
Doddamulagudu là một làng thuộc tehsil Tirumakudal Narsipur, huyện Mysore, bang Karnataka, Ấn Độ.